# CBP Indústria, Comércio e Exportação
CBP Indústria, Comércio e Exportação war ein brasilianischer Hersteller von Automobilen. CBP stand für Companhia Brasileira de Prototipos.

## Unternehmensgeschichte
Das Unternehmen wurde Anfang der 1980er Jahre im Stadtteil Santo Amaro von São Paulo gegründet. Zunächst entstanden Bauteile für Autocross. 1984 wurde die Produktion eines Automobils von Envemo übernommen. Der Markenname lautete CBP. In den 1990er Jahren endete die Produktion. Eine staatliche Quelle kennt Fahrzeuge der Baujahre bis 1994. Chamonix übernahm die Bauformen eines Modells.

## Fahrzeuge
Das erste Modell war 1984 die Nachbildung des Porsche 356. Auf das Fahrgestell des VW Brasília wurde eine zweitürige Karosserie montiert. Zur Wahl standen Coupé und Cabriolet. Ein Vierzylinder-Boxermotor mit 65 PS Leistung trieb die Fahrzeuge an.
Ab 1985 gab es den 550 Spyder, der dem Porsche 550 aus den 1950er Jahren entsprach.
Ebenfalls 1985 erschien die Nachbildung des Porsche 911. Dies führte in den 1990er Jahren zu rechtlichen Problemen mit Porsche.
1987 gab es die Nachbildung eines MG A. Auch hier diente ein VW-Fahrgestell als Basis. Die offene Karosserie bestand aus Fiberglas.
Außerdem gab es Nutzfahrzeuge und Pick-ups.